# Josef II (tysk-romersk kejsare)
Josef II, född 13 mars 1741 på slottet Schönbrunn i Wien, död 20 februari 1790 i Wien, var tysk-romersk kejsare från 1765 till sin död år 1790, och son till Frans I och Maria Teresia.

## Biografi
Josef II uppfostrades av Johann Christoph von Bartenstein och kom under inflytande av upplysningens idéer, i synnerhet genom Voltaires skrifter. 1761 blev han medlem av statsrådet och riktade från denna tid moderna memoranda över dettas politik, vilka präglades av de idéer som sedan kom att förverkligas under hans styre. 1765 efterträdde Josef sin fader som kejsare och blev samtidigt moderns medregent i de österrikiska arvländerna, men fram till hennes död var hans verksamhet begränsad till utrikespolitiken, armén och rättskipningen.
Här råkade han på grund av sina revolutionära idéer ofta i konflikt med modern. Aktiv och fördomsfri i sin utrikespolitik, inledde han ett närmande till Preussen, befäst genom personliga möten med Fredrik II av Preussen, som han beundrade, 1769–1770. Denna politik ledde Polens delningar, vid vilken Josef trots moderns motstånd tog initiativet till besättande av polskt område. Josefs försök att vinna Bayern medförde brytning med Preussen och krig efter Maximilian I Josef av Bayerns död. Istället närmade sig Josef då Ryssland. 1780 sammanträffade han med Katarina II av Ryssland i Mohilev, då han 1785 återupptog planerna på Bayern, möttes han av Preussen med fursteförbundet.
Efter Maria Teresias död 1780 blev han ensam härskare, och genomförde nu ett reformarbete, som var av revolutionerande karaktär och gjorde honom till den mest typiske representanten för de upplysta despoterna. Hans politiska mål var ett centraliserat rike med tyskt statsspråk: det skulle hållas samman av här och byråkrati. Hans omstörtning gällde därför de feodala institutionerna samt partikularismen i den österrikiska staten. Böndernas ställning förbättrades; i anslutning till fysiokratismen infördes en allmän grundskatt, som träffade även adlig jord. Industrin inom statsområdet uppmuntrades genom tullskydd.
Samtidigt lindrades strafflagens bestämmelser, censuren mildrades och nya skolor inrättades.
Dessutom genomfördes en kulturell reformpolitik i upplysningstidens anda: genom Toleranspatentet 13 oktober 1781 fick protestanter och grekisk-ortodoxa full religionsfrihet (jämför toleransediktet av 1781). Någon statskyrka upprättades dock inte vid sidan av den katolska. Protestantismen vaknade till nytt liv i Österrike, efter att sedan det trettioåriga krigets dagar ha varit så gott som tillintetgjord. Från ett antal av 73 722 växte mellan åren 1781 och 1787 protestanternas siffra till 156 865.
Under åren 1781–1784 kom också en rad edikt riktade mot klerikalismens oberoende och maktställning. Edikten föreskrev att påvens och utländska andligas anordningar krävde bifall av Österrikes världslige herre för att vara giltiga. De förbjöd också munkordnarna att ha förbindelse med sina utländska överordnade, de förbjöd österrikiska undersåtar att besöka Collegium germanicum i Rom, den historiska plantskolan för jesuitisk propaganda. Vidare upphävdes den andliga domsrätten i världsliga mål och biskopar påbjöds att först avlägga ed till statens herre, sedan till Rom. Från januari 1782 började klostrens antal inskränkas; av 2 163 kloster i den österrikiska monarkin blev till år 1786 sammanlagt 738 indragna. Hela grupper av kongregationer upphävdes genom olika edikt. De gods som tillhörde de upphävda kongregationerna lades under hovkammarens förvaltning. Förordningar utgavs om gudstjänsten, processioner blev helt enkelt förbjudna.
Josef bröt även med moderns repressiva system när det gällde judarna. De sista kraven på yttre igenkänningstecken på klädedräkten avlägsnades, judarnas personliga skatt avskaffades, de erhöll samma privaträttsliga ställning som andra och de fick tillträde till skolor och universitet. Denna tidiga emancipation av judar i Österrike kom senare att prägla den kulturella miljön i Wien och på andra håll i landet.
Vidare avskaffades livegenskapen år 1781. Reformen, som väckte stort internationellt uppseende, bestod i att det förhållande av "ärftlig underdånighet" vari bönder stod till sina herrar lättades avsevärt. Det var huvudsakligen den jordbrukande befolkningen i de magyarisk-slaviska områdena som hade nytta av reformen, då man i de tyska landsdelarna sedan tidigare inte kunde tala om något egentligt personligt beroende. Den dagsverksskyldighet som herrarna kunde kräva minskades; bönderna tryggades i besittningen av sin jord och deras bördor lindrades i någon mån. En viktig sak var att bönderna nu blev skattskyldiga omedelbart till staten och sålunda erkändes som ett stånd med medborgerliga skyldigheter och rättigheter.
Ar 1787 upphävdes adelns forum privilegiatum, och ståndet likställdes sålunda med andra medborgare inför lagen. Ett vidlyftigt lagreformarbete pågick samtidigt. 1783 trädde den nya äktenskapslagen i kraft: äktenskapet blev nu inte ett sakrament utan en borgerlig akt som ägde rum inför statsmyndighet. 1786 följde arvslag och familjerätt och 1787 den nya josefinska strafflagen.
Josef var ständigt på resande fot för att lära känna alla delarna av sitt rike och sätta sig in i befolkningens levnadsvillkor.
Reformerna resulterade tyvärr i att missnöje och motstånd uppstod bland de tyska furstehusen, kyrkan och adeln. Påven Pius VI besökte 1782 Josef i Wien och försökte övertala honom att överge sina reformplaner, men detta var förgäves.
Josefs föga lyckosamma deltagande i Rysslands turkiska krig 1787–1791 utlöste motstånd från de partikularistiska och adeln. Upprorsrörelserna i Ungern och Nederländerna, vilka från 1789 influerades av franska revolutionen, tvingade Josef att för dessa länder avstå sina reformer 1790. Han var då dödssjuk.
Josef II:s yngre bror, Leopold II, som efterträdde den barnlöse Josef efter dennes död, var tvungen att återkalla många av reformerna. Bönderna fortsatte emellertid att vara fria och förvaltningen som Josef II införde stod fast, som till exempel humaniseringen av rättsväsendet, införandet av trosfrihet samt genomförandet av allmänt skolväsen.

## Familj

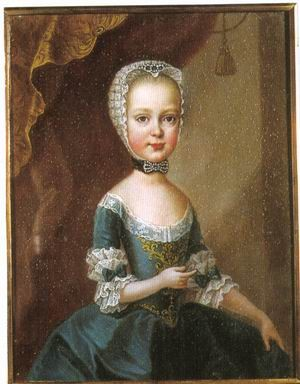
Josef II:s dotter, Maria Teresia.

Josef II gifte sig första gången 1760 med Isabella Maria av Bourbon-Parma (1741–1763), som var dotter till Filip av Bourbon-Parma. I detta äktenskap föddes barnen Maria Theresia (20 mars 1762 – 23 januari 1770) och Christina (22 november 1763 – 28 november 1763). 
Andra gången gifte han sig 1765 med sin syssling Maria Josepha av Bayern (1739–1767), som var dotter till Karl VII av Bayern. Detta äktenskap var barnlöst. 
Hans äldsta barn dog mycket plötsligt och oväntat i lunginflammation vid en ålder av sju år. Hon är liksom sin syster, föräldrar och faderns andra gemål begravd i den kejserliga kryptan i Wien.

## Antavla

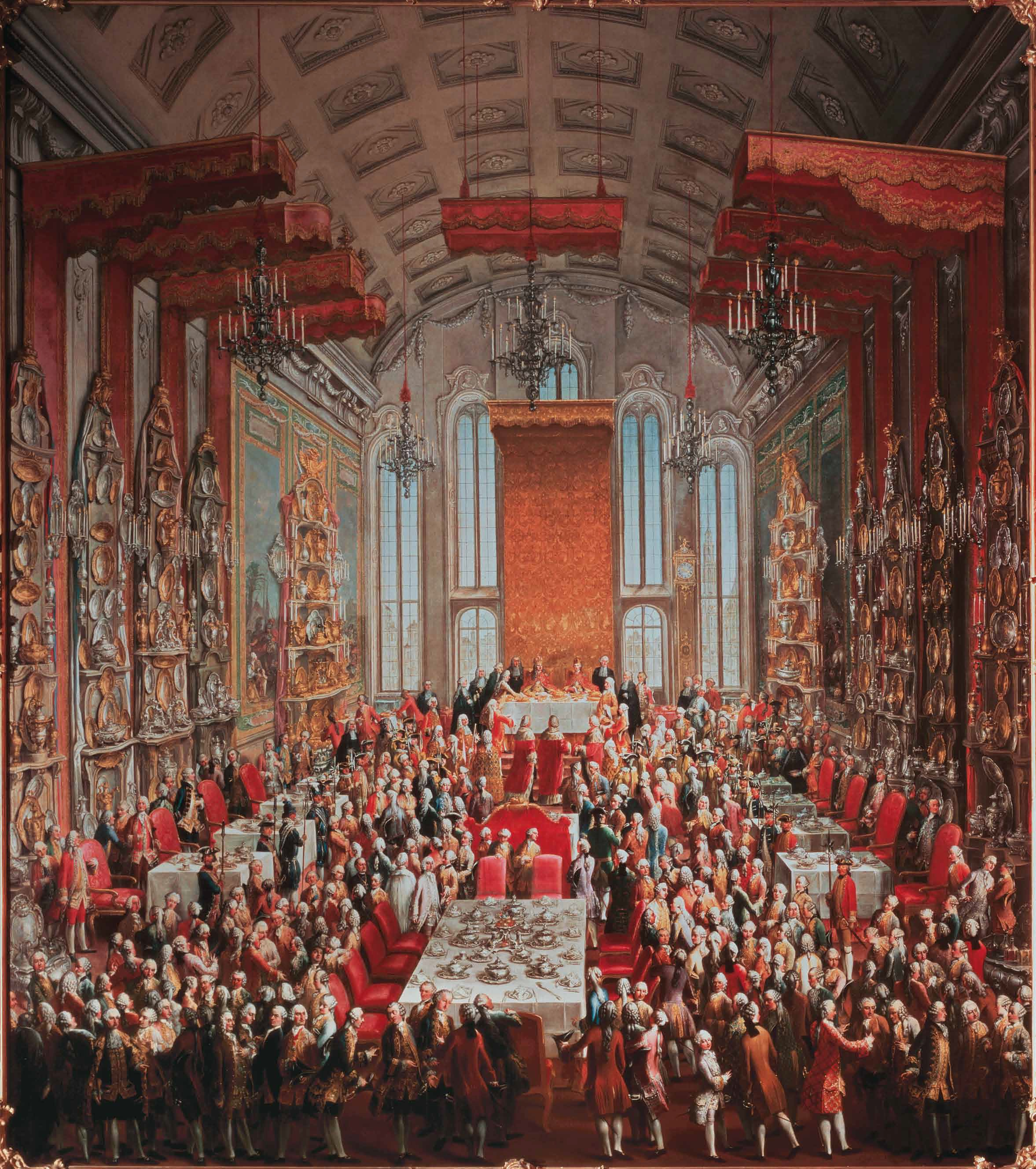
Målning föreställande kröningsbanketten i Frankfurt am Main 1764, av Martin Mijtens den yngre.

|                    |  |  |  |  |  |  |  |                               |  |  |  |  |  |  |  |                                                     |  |  |  |  |  |  |  | 8. Hertig Karl V av Lothringen                       |
|                    |  |  |  |  |  |  |  |                               |  |  |  |  |  |  |  |                                                     |  |  |  |  |  |  |  |                                                      |
|                    |  |  |  |  |  |  |  |                               |  |  |  |  |  |  |  | 4. Hertig Leopold av Lothringen                     |  |  |  |  |  |  |  |                                                      |
|                    |  |  |  |  |  |  |  |                               |  |  |  |  |  |  |  |                                                     |  |  |  |  |  |  |  |                                                      |
|                    |  |  |  |  |  |  |  |                               |  |  |  |  |  |  |  |                                                     |  |  |  |  |  |  |  | 9. Eleonora av Österrike                             |
|                    |  |  |  |  |  |  |  |                               |  |  |  |  |  |  |  |                                                     |  |  |  |  |  |  |  |                                                      |
|                    |  |  |  |  |  |  |  | 2. Kejsar Frans I             |  |  |  |  |  |  |  |                                                     |  |  |  |  |  |  |  |                                                      |
|                    |  |  |  |  |  |  |  |                               |  |  |  |  |  |  |  |                                                     |  |  |  |  |  |  |  |                                                      |
|                    |  |  |  |  |  |  |  |                               |  |  |  |  |  |  |  |                                                     |  |  |  |  |  |  |  | 10. Filip I av Orléans                               |
|                    |  |  |  |  |  |  |  |                               |  |  |  |  |  |  |  |                                                     |  |  |  |  |  |  |  |                                                      |
|                    |  |  |  |  |  |  |  |                               |  |  |  |  |  |  |  | 5. Élisabeth Charlotte av Orléans                   |  |  |  |  |  |  |  |                                                      |
|                    |  |  |  |  |  |  |  |                               |  |  |  |  |  |  |  |                                                     |  |  |  |  |  |  |  |                                                      |
|                    |  |  |  |  |  |  |  |                               |  |  |  |  |  |  |  |                                                     |  |  |  |  |  |  |  | 11. Elisabeth Charlotte av Pfalz                     |
|                    |  |  |  |  |  |  |  |                               |  |  |  |  |  |  |  |                                                     |  |  |  |  |  |  |  |                                                      |
| 1. Kejsar Josef II |  |  |  |  |  |  |  |                               |  |  |  |  |  |  |  |                                                     |  |  |  |  |  |  |  |                                                      |
|                    |  |  |  |  |  |  |  |                               |  |  |  |  |  |  |  |                                                     |  |  |  |  |  |  |  | 12. Kejsar Leopold I                                 |
|                    |  |  |  |  |  |  |  |                               |  |  |  |  |  |  |  |                                                     |  |  |  |  |  |  |  |                                                      |
|                    |  |  |  |  |  |  |  |                               |  |  |  |  |  |  |  | 6. Kejsar Karl VI                                   |  |  |  |  |  |  |  |                                                      |
|                    |  |  |  |  |  |  |  |                               |  |  |  |  |  |  |  |                                                     |  |  |  |  |  |  |  |                                                      |
|                    |  |  |  |  |  |  |  |                               |  |  |  |  |  |  |  |                                                     |  |  |  |  |  |  |  | 13. Eleonora av Pfalz-Neuburg                        |
|                    |  |  |  |  |  |  |  |                               |  |  |  |  |  |  |  |                                                     |  |  |  |  |  |  |  |                                                      |
|                    |  |  |  |  |  |  |  | 3. Maria Teresia av Österrike |  |  |  |  |  |  |  |                                                     |  |  |  |  |  |  |  |                                                      |
|                    |  |  |  |  |  |  |  |                               |  |  |  |  |  |  |  |                                                     |  |  |  |  |  |  |  |                                                      |
|                    |  |  |  |  |  |  |  |                               |  |  |  |  |  |  |  |                                                     |  |  |  |  |  |  |  | 14. Furst Ludvig Rudolf av Braunschweig-Wolfenbüttel |
|                    |  |  |  |  |  |  |  |                               |  |  |  |  |  |  |  |                                                     |  |  |  |  |  |  |  |                                                      |
|                    |  |  |  |  |  |  |  |                               |  |  |  |  |  |  |  | 7. Elisabeth Christina av Braunschweig-Wolfenbüttel |  |  |  |  |  |  |  |                                                      |
|                    |  |  |  |  |  |  |  |                               |  |  |  |  |  |  |  |                                                     |  |  |  |  |  |  |  |                                                      |
|                    |  |  |  |  |  |  |  |                               |  |  |  |  |  |  |  |                                                     |  |  |  |  |  |  |  | 15. Christine Louise av Oettingen-Oettingen          |
|                    |  |  |  |  |  |  |  |                               |  |  |  |  |  |  |  |                                                     |  |  |  |  |  |  |  |                                                      |

## I populärkulturen
Kejsar Josef II är en rollfigur i pjäsen (1979) och filmen Amadeus från 1984. I filmen spelades Josef II av skådespelaren Jeffrey Jones.